# Banatska Subotica
Banatska Subotica (izvirno srbsko Банатска Суботица) je naselje v Srbiji, ki upravno spada pod Občino Bela Crkva; slednja pa je del Južnobanatskega upravnega okraja.

## Demografija
V naselju živi 165 polnoletnih prebivalcev, pri čemer je njihova povprečna starost 46,2 let (46,5 pri moških in 46,0 pri ženskah). Naselje ima 83 gospodinjstev, pri čemer je povprečno število članov na gospodinjstvo 2,41.
To naselje je, glede na rezultate popisa iz leta 2002, v glavnem srbsko, a v času zadnjih treh popisov je opazno zmanjšanje števila prebivalcev.
|  |

| Demografija | Demografija     | Demografija     |
| Leto        | Št. prebivalcev | Št. prebivalcev |
| ----------- | --------------- | --------------- |
|             |                 |                 |
|             |                 |                 |
|             |                 |                 |
|             |                 |                 |
| 1948        | 516             |                 |
| 1953        | 536             |                 |
| 1961        | 505             |                 |
| 1971        | 479             |                 |
| 1981        | 372             |                 |
| 1991        | 280             | 267             |
| 2002        | 229             | 200             |
|             |                 |                 |

| Etnična sestava po popisu iz leta 2002 | Etnična sestava po popisu iz leta 2002 | Etnična sestava po popisu iz leta 2002 | Etnična sestava po popisu iz leta 2002 | Etnična sestava po popisu iz leta 2002 |
| -------------------------------------- | -------------------------------------- | -------------------------------------- | -------------------------------------- | -------------------------------------- |
| Srbi                                   | Srbi                                   |                                        | 170                                    | 85,0%                                  |
| Madžari                                | Madžari                                |                                        | 11                                     | 5,5%                                   |
| Romi                                   | Romi                                   |                                        | 8                                      | 4,0%                                   |
| Čehi                                   | Čehi                                   |                                        | 4                                      | 2,0%                                   |
| Romuni                                 | Romuni                                 |                                        | 2                                      | 1,0%                                   |
| Jugoslovani                            | Jugoslovani                            |                                        | 2                                      | 1,0%                                   |
| Nemci                                  | Nemci                                  |                                        | 1                                      | 0,5%                                   |
| Neznano                                | Neznano                                |                                        | 2                                      | 1,0%                                   |